# 笹かまぼこ
笹かまぼこ（笹蒲鉾、ささかまぼこ）は、笹の葉の形をした焼き抜き蒲鉾の一種。宮城県の特産品である。なお、略して「笹かま」とも称するが、「笹かま」は登録商標である。

## 概要
キチジなどの白身魚のすり身と塩などを混ぜ合わせ、笹形に型取りしてから焼いたものである。表面はきつね色で、食感はふっくらとした歯ごたえがあり歯切れがよい。
明治時代、仙台周辺では地引網でヒラメやスズキ、タイなどが漁獲されたが、当時は輸送手段が未発達で氷や冷蔵設備などの保存手段もなかったために漁獲物を持て余していた。一説には1902年（明治35年）から1903年（明治36年）にかけて閖上から金華山にかけてヒラメが豊漁となり、目先のきく魚屋が蒲鉾（ひらめかまぼこ）を作り出したのが起源とされる。最初はタラやグチのように腰の強さがないのが難点だった。そこで鮮度の良い材料を選び、鰹節で味付けし、味醂、酒、砂糖、卵白等を練り合わせ、木の葉状に成形して竹串に刺して焼くことで保存性が高く従来の蒲鉾とは全く形態の異なる蒲鉾が誕生した。
この新しい蒲鉾は当初は「木の葉かまぼこ」「手のひらかまぼこ」「べろかまぼこ」、「平かまぼこ」など呼び名が一定していなかった。しかし、1935年（昭和10年）年創業の阿部蒲鉾店が伊達家の家紋「竹に雀」の笹にちなんで「仙台名物・笹かまぼこ」として売り出し定着した。
笹かまぼこにはチーズやネギ、貝などを加えたものもある。

## 「笹かま」の商標とPR
登録商標の「笹かま」は宮城県の業界団体（宮城県蒲鉾組合連合会）に加入するメーカーと紀文食品のみが使用できる。七夕の節句は笹の節句とも呼ばれることから、宮城県蒲鉾組合連合会と紀文食品は2013年（平成25年）に7月7日を「笹かまの日」に制定した。